# Иркутская приготовительная школа
Иркутская приготовительная школа — кадетская школа для приготовления к обучению в Сибирском кадетском корпусе. существовала в 1888—1912 годах.
Школа была учреждена в 1888 году для предоставления офицерам, чиновникам, врачам и священникам, служащим в Иркутском военном округе (а также служившим в округе и оставшимся там на жительство по выходе в отставку и запас), способов подготовления их сыновей к поступлению в Сибирский кадетский корпус.
Первоначально штат казённых воспитанников составлял 35 человек, с началом 1899—1900 учебного года был увеличен до 50. Кадеты, окончившие успешно 2-й класс школы, переводились на вакансии в Сибирский кадетский корпус без экзамена; при отсутствии же в этом корпусе достаточного числа вакансий воспитанники школы по ходатайству командующего войсками округа могли быть определены и в корпуса Европейской части России. 
Заведующие Иркутской приготовительной школой избирались и утверждались командующим войсками округа. Первым заведующим школой был полковник Козик (1888—1889); затем полковник Кириченко (1889—1893), подполковник Хлыновский (1893—1899), подполковник Кузнецов (1899—1900), полковник Вакар (1900—1904), полковник Садилов (1904—10), полковник фон Агте (с 1910 года). 
На содержание школы ежегодно отпускалось 22 600 рублей (по расчёту 450 рублей на кадета; плата же за своекоштного 350 рублей и 85 рублей за приходящего). Положение о школе и её штат были определены приказом по военному ведомству 1888 года № 40 и 1901 года № 8. 
В июле 1912 года совет министров одобрил предложение Военного министерства о преобразовании Иркутской приготовительной школы в Иркутский кадетский корпус на 50 кадет-интернов.